# Wackelkontakt
Wackelkontakt is een nummer van de Duitse zanger Oimara uit 2024.

## Achtergrondinformatie
"Wackelkontakt" is gezongen in het Beiers dialect. Oimara kreeg de inspiratie voor het nummer toen hij een meubelzaak bezocht. 
Toen het nummer in de zomer van 2024 werd uitgebracht, deed het in de eerste instantie niet veel. Dat veranderde begin 2025, toen het nummer een hit werd op TikTok en daar gebruikt werd voor lipsync-video’s, dansjes en memes. Ook groeide het nummer uit tot de aprèsski- en carnavalshit van 2025. De plaat bereikte de nummer 1-positie in Duitsland, waarmee het de eerste Duitse nummer 1-hit was gezongen in het Beiers sinds Skandal im Sperrbezirk van de Spider Murphy Gang (1982). Het succes waaide ook over naar Nederland. In de Nederlandse Top 40 wist het de veertiende plaats te behalen, waarmee er voor het eerst sinds Lila Wolken van Marteria (2012) weer een Duitstalig nummer in de Top 40 stond.

## Tracklijst
Muziekdownload
1. "Wackelkontakt" - 2:48